# 南アメリカ州先住民
南アメリカ州先住民（みなみアメリカしゅうせんじゅうみん）とは、南アメリカ州の先住民。
先住民は「インディオ」などと呼ばれている。

## 南アメリカの先住民：呼ばれ方
主にヨーロッパや北アメリカの国が、南北アメリカ大陸の先住民を「インディオ」と呼んでいるが、この呼び方になった理由は、ヨーロッパ人が南北アメリカ大陸に植民地をしはじめたころ、ヨーロッパ人が南北アメリカ大陸をインドだと勘違いしたことによる。

## 南アメリカの先住民：文明

### アンデス文明
アンデス文明の中心地帯は、主に海岸部、山間盆地、高原地帯に分かれる山間部と高原地帯は一緒に扱われることも多い。
アンデス文明の大きな特徴としては次の7点が挙げられる。
1. 文字を持たない。
これは、旧大陸の四大文明や新大陸のメソアメリカ文明とは異なる最も大きな特徴である。代わりに縄の結び目で情報を記録するキープというものがあった。
2. 青銅器段階。
鉄を製造しなかった。また、利器として青銅はほとんど利用されることはなく、実際には新石器段階に近かった。
3. 金や銀の鋳造が発達していた。
これらの製品は、そのほとんどがスペイン人によって溶かされインゴットになってスペイン本国へ運ばれていった。
4. 家畜飼育が行われていた。
ラクダ科動物のリャマが荷運び用の駄獣として、アルパカが毛を利用するために、また食用としてテンジクネズミ（クイ）が飼育されていた。しかしながら、旧大陸のそれとは異なり、ラクダ科動物の乳の利用（ラクダ科動物は乳が少ないため）はなかった。
5. 車輪の原理を知らなかった。
駄獣はいたがこの原理を知らなかったため、戦車や荷車などは発達しなかった。
6. 塊茎類を主な食料基盤とする。
アンデス文明では、塊茎類（ジャガイモやオカ、マシュア（イサーニョ）、サツマイモ、マニオク（キャッサバ）、アチーラなど）を食用資源として主に栽培していた。
世界の四大文明やメソアメリカ文明が穀物を主要食料基盤として発展したのに対し、アンデス文明では、穀物の主要食料源としての価値は低く、穀物資源を主な食基盤とした文明ではなかった。穀物では、トウモロコシが、一部は食用されてはいた可能性はあるが、スペイン人の記録文書などから、主に、チチャと呼ばれる「酒の原料」として利用されていたことが確認されており、食用ではなかったと言われている。考古遺物からもチチャを飲むために利用したと言われているコップや貯蔵していたといわれているカメなどからトウモロコシのかすと思われる残滓が検出されているという。このほか、キヌアなどの雑穀やマメ類などの利用も高原地帯で見られた。
ただ、海岸地帯では、古い時期から魚介類も多く利用されていた。そのため、一部の研究者は、海岸のアンデス文明の曙には、魚介類を主要食糧基盤とする説もある。だが、最近では、漁労が生業として他から独立していたというモデルへは、反論が多く、実際に、現段階でもっとも古い遺跡であるペルーの首都リマ北方にあるカラル遺跡（BC3000-BC1800:世界遺産）では、農耕と組み合わせが主張されている。
実際に、塊茎類ほど食用作物として、アンデス地域全体に広がった作物は少なく、その意味ではアンデス文明を底辺で支えた最も重要な食料基盤であった。同じく、トウモロコシもアンデス中に広がったが、これは食用ではなく酒（チチャ）の原料として広がった経緯があり、厳密には「食料基盤」とはいえない。
7. アンデス特有の生態学的環境と文化・文明の発展に深い関係が見られる。
生態学的環境とのかかわりが非常に強く、また複雑に結びついている。他の旧大陸の文明がすべて大河沿いに発展してきたのに対して、アンデスでは、山間部や高原地帯の果たした役割が非常に大きい。ただし、実際には、海岸の河川沿い、山間盆地、高原地帯といったまったく異なる生態学的環境で、互いに交流を持ちながらも、それぞれが独自の文化を発展させ、総体としてアンデス文明を発展させてきた。山間盆地や高原地帯で見られる独特の環境利用法については、国家規模の社会の成立過程に大きく寄与したのではないかという説（垂直統御説）もある。

このほか、アイリュ（またはアイユ、Ayllu）と呼ばれる地縁・血縁組織の存在、双分制、トウモロコシ酒チチャの利用、コカの葉などを利用した儀礼などもアンデス文明圏、特に山間盆地や高原地帯で見られた特徴である。また、チリ北部からペルー南部には硝石が豊富にあるが火薬の製造も行われなかった。鉄鉱石が豊富な地域が多いが鉄の鍛造は行われることはなく、武具もあまり発達せず、石製の棍棒や弓矢程度であった。一方で、棍棒の武器によるものであろうか、陥没した頭蓋に対して、脳外科的手術を行い血腫などを取り除く技術が存在していた。形成期といわれる紀元前の社会の遺跡から見つかった頭骨の中には、陥没した痕が治癒していることを示すものがある。これは、頭蓋が陥没したあとも生き延びたことを示している。これらの外科的手術は、儀礼的な面から発達した可能性も否定できない。アンデスに自生するコカが麻酔として利用されていたという。
さらに世界最古の免震装置であるシクラが発見されている。
アンデス文明の中心は、およそ2ヶ所あるともいわれ、その2ヶ所に人口も集中していたといわれている。ひとつが、現在のペルー共和国、トルヒーヨ市周辺の北海岸地帯、もうひとつがペルー共和国南部からボリビア多民族国北部にあるティティカカ湖盆地一帯といわれている。しかしながら、文明の勃興期（形成期）には、中央海岸地帯にも盛んに大規模建造物が建てられたり、また、中期ホライズン（ワリ期：後述）やインカ帝国は、ティティカカ湖沿岸の文化と深い関係を持つものの、中央あるいは南部山間盆地から興っている。そのため、2つの中心という観点は、あくまでも仮説の段階にある。